# Charles De Rudder
Charles Joannes De Rudder (Geboren als Carolus Joannes De Rudder, Gent, 28 september 1836 - Oostakker, 24 juli 1886) was een Belgisch politicus en notaris. Hij was de zesde burgemeester van Oostakker.

## Levensloop
Charles De Rudder werd op 28 september 1836 geboren in Gent als zoon van Carolus Joannes De Rudder en Joanna Josepha Ongena. Hij bleef zijn leven lang ongehuwd, en stierf op 24 juli 1886 in zijn woning in Oostakker.

## Politieke carrière
Op 29 augustus 1872 werd Charles De Rudder benoemd tot burgemeester van Oostakker. Drie dagen later, op 1 september 1872, werd Sint-Amandsberg, dat de meerderheid van de bevolking van de gemeente bevatte, een zelfstandige gemeente. De grootste perikelen in zijn ambtstermijn waren de nasleep van de splitsing, en de opkomst van het bedevaartsoord Oostakker-Lourdes. Hij bleef burgemeester tot zijn dood in 1886. Hij werd opgevolgd door geneesheer François Van Impe.